# Lombardijska lijeska
Lombardijska lijeska (Lambertova lijeska, makedonska lijeska, lat. Corylus maxima), listopadni grm ili stablo iz jugoistočne Europe i Male Azije. 
Naraste do 10 metara visine. Cvate u veljači i ožujku, a jestivi lješnjaci dozrijevaju u kolovozu i rujnu. Često se uzgaja kao ukrasno drvo.
- Muške rese lombardijske lijmeske su svjetložute, duge do 5 do 10 centimetara dok su ženske crvene
- lješnjak lombardijske lijeske
- list lombardijske lijeske
- Turkinje s ubranim plodovima